# بوراراس
بوراراس‌ها سرده کوچکی از ماهیان کپورماهیان آسیایی می‌باشند.

## گونه‌ها
- بوراراس بریژیتا (D. Vogt، 1978) (Chili rasbora, Mosquito rasbora)
- بوراراس ماکولاتوس (دانکر، 1904) (راسبورا کوتوله)
- بوراراس مراح (Kottelat، 1991) (Phoenix rasbora)
- بوراراس کوتوله سه خال Kottelat & Vidthayanon، 1993
- بوراراس ناووس Conway & Kottelat، 2011 (رازبورای توت فرنگی)
- رازبورای ریزه (Kottelat، 1991) (رازبورای علامت تعجب)